# Просто ветер
Просто ветер (венг. Csak a szél) — фильм, социальная драма с элементами психологического триллера от венгерского режиссёра Бенедека Флигауфа. В 2012 году получил Серебряного медведя Берлинале.

## Сюжет
Венгрия, наши дни. В деревенской местности совершено массовое убийство на национальной почве. Цыганская семья, состоящая из девочки, мальчика, их матери и их дедушки, живёт в постоянном ожидании ночного нападения неизвестных теперь и на них. Хуже самого ожидания подозрения семьи, что оно произойдёт при молчаливом согласии соседей.
Фильм основан на факте реально происходящих в Венгрии убийств на национальной почве, но сама история вымышлена.

## В ролях
- Дьёнди Лендваи — девочка Анна
- Лаёш Шарань — брат Анны, Рио
- Каталин Тольди — мать Анны, Мари

## Критика
Журнал «Профиль» отмечает, что хоть в каталоге Берлинале и было анонсировано, что «фильм передаёт атмосферу погрома, питающую насилие», «никакой атмосферы, кроме нескольких угрюмых лиц» в картине нет. «Что питает ненависть к цыганам? Кто и почему к ним враждебен? Ничего похожего на социальный анализ нет и в помине», — отмечает Олег Сулькин на странице издания.